# Caracal (gen)
Caracal este un gen de animale din subfamilia felinelor. A fost considerat un gen monotipic, consistând doar din specia tip Caracal caracal, reprezentanții căreia sunt numiți uzual caracal. Totuși, o analiză genetică din 2006 a arătat că caracalii, pisica aurie africană și servalii sunt înrudite genetic și drept urmare, acestea au început a fi plasate în același gen de către autoritățile din biologie. În prezent IUCN plasează pisica aurie africană în acest gen, dar nu și servalul, taxonomia căruia este în „proces de revizuire”.

## Clasificare
Clasificare conform IUCN.
Specii și subspecii
- Caracal aurata - pisica aurie africană
  - Caracal aurata aurata
  - Caracal aurata celidogaster
- Caracal caracal - caracal comun
  - Caracal caracal caracal
  - Caracal caracal nubicus
  - Caracal caracal schmitzi